# Rilly-la-Montagne

Rilly-la-Montagne este o comună în departamentul Marne, Franța. În 2009 avea o populație de 1,042 de locuitori.